# لیسارا
لیسارا (Lisara) با تلفظ لیسوآ (Lisoa) در زبان تالشی، روستایی واقع در دهستان خطبه سرا از توابع بخش کرگانرود از شهرستان تالش در استان گیلان است. روستای لیسارا با دارا بودن پسوند «محله» به دنبال خود، بیشتر به عنوان لیسارامحله شناخته می‌شود. خود لیسارامحله نیز از دو محله با نامهای لیسارامحله پایین و لیسارامحله بالا تشکیل شده‌است.

## موقعیت جغرافیایی
این روستا در ۲۵ کیلومتری شهرستان تالش و ۴۵ کیلومتری شهرستان آستارا قرار دارد. در شرق این روستا دریای خزر و در غرب آن جنگل‌های زیبا و چشم‌گیر را مشاهده می‌کنید.

## زبان و مذهب
غالب جمعیت لیسارا به زبان تالشی صحبت می‌کنند و اکثریت مردم آن شیعه می‌باشند.

## جمعیت
براساس سرشماری مرکز آمار ایران در سال ۱۳۸۵، جمعیت لیسارا ۱٬۴۶۲ نفر (۳۳۷خانوار) بوده‌است.